# Mycocecis ovalis
Mycocecis ovalis är en tvåvingeart som beskrevs av Edwards 1922. Mycocecis ovalis ingår i släktet Mycocecis och familjen gallmyggor. Inga underarter finns listade i Catalogue of Life.